# Gerd Bollermann

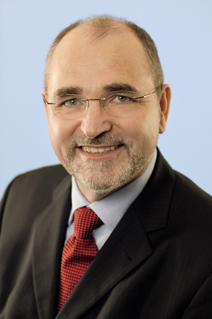
Gerd Bollermann

Gerd Bollermann (* 10. April 1949 in Helmeringhausen) ist ein deutscher Pädagoge, war Leiter der Abteilung Dortmund der Fachhochschule für öffentliche Verwaltung Nordrhein-Westfalen und Abgeordneter für die SPD im Landtag von Nordrhein-Westfalen. Er war vom 18. August 2010 bis zum 31. August 2015 Regierungspräsident des Regierungsbezirks Arnsberg.

## Ausbildung und Beruf
Gerd Bollermann wurde am 10. April 1949 im sauerländischen Helmeringhausen, heute ein Ortsteil von Olsberg, geboren; ist verheiratet und hat einen Sohn und eine Tochter. Er war der erste Arnsberger Regierungspräsident, der – geboren im Sauerland und später in Dortmund lebend – in zwei Gebieten des Regierungsbezirks verwurzelt ist.
Seine beruflichen Stationen nach der Lehre bei der Amtsverwaltung in Bigge und als Verwaltungsangestellter bei der Stadt Attendorn waren Tätigkeiten als Referent im Wissenschaftlichen Sekretariat beim Minister für Wissenschaft und Forschung des Landes NRW und Leiter für Planung und Entwicklung an der Fachhochschule für öffentliche Verwaltung NRW in Gelsenkirchen. Im Jahr 1991 wurde er dort Professor für die Lehrgebiete Psychologie, Verhaltenstraining und Verwaltungsmanagement. Von 1998 bis 2000 leitete er die Abteilung Dortmund der Fachhochschule für öffentliche Verwaltung NRW. Von 1963 bis 1969 war Gerd Bollermann zunächst als Auszubildender und anschließend als Verwaltungsangestellter in Kommunalverwaltungen im Sauerland tätig. Nach dem Erlangen der Fachhochschulreife 1969 nahm Gerd Bollermann auf dem zweiten Bildungsweg ein Studium der Sozialarbeit, Erziehungswissenschaften und Psychologie auf. Im Jahr 1972 wurde er Diplom-Sozialarbeiter und 1976 Diplom-Pädagoge. 1987 wurde er an der Universität Dortmund zum Dr. phil. promoviert. Durch ein Weiterbildungsstudium an der Fernuniversität Hagen wurde er 1999 zum Supervisor. ("Wandel gestalten Vielfalt leben – 200 Jahre Bezirksregierung Arnsberg" Hrsg. Bezirksregierung Arnsberg, 2016)

## Politische Tätigkeiten
Gerd Bollermann ist Mitglied der SPD seit 1972. Im Jahr 2000 wurde er Beisitzer im Vorstand des SPD-Ortsvereins Dortmund-Eichlinghofen. Von 1984 bis 1999 Mitglied war er Mitglied des Rates der Stadt Dortmund, hier von 1991 bis 1994 stellvertretender Fraktionsvorsitzender der SPD-Ratsfraktion und in den Jahren 1991 bis 1999 Mitglied des Ältestenrates. Gerd Bollermann war bis 2010 Schatzmeister des SPD-Unterbezirks Dortmund.
Abgeordneter des Landtags Nordrhein-Westfalen war er seit 2. Juni 2000 für den Wahlkreis 134 (Dortmund Hombruch u. Lütgendortmund) und danach seit 2005 für den Wahlkreis Dortmund IV (Hörde, Hombruch u. Lütgendortmund).
Im Landtag NRW war er in der 14. Wahlperiode in folgenden Ausschüssen tätig. Ausschuss für Wirtschaft, Mittelstand und Energie, im Haushalts- und Finanzausschuss, im Unterausschuss „Personal“ im Haushalts- und Finanzausschuss, im Unterausschuss „Landesbetriebe und Sondervermögen“ im Haushalts- und Finanzausschuss sowie im Ausschuss für Kommunalpolitik und Verwaltungsstrukturreform als stellvertretendes Mitglied.
Mit dem Amtsantritt als Regierungspräsident legte er 2010 sein Landtagsmandat nieder.
Aufgrund der Erreichung des Pensionsalters kündigte Bollermann bereits Anfang 2015 an, als Regierungspräsident in den Ruhestand treten zu wollen. Während seines Urlaubs im Juni 2015 wurde vom Ministerium für Inneres und Kommunales des Landes Nordrhein-Westfalen kommissarisch die Leitung des Regierungspräsidiums mit dem stellvertretenden Leiter der Abteilung Verfassungsschutz Nordrhein-Westfalen Burkhard Schnieder besetzt. Das Innenministerium begründete diese Entscheidung mit der „angespannten Unterbringungslage der Flüchtlinge“. Bollermann kritisierte die Maßnahme des Innenministeriums.
Am 31. August 2015 trat er wie angekündigt in den Ruhestand und wurde von Diana Ewert abgelöst.

## Ehrenamtliche Tätigkeiten
Gerd Bollermann ist Mitglied der Arbeiterwohlfahrt (AWO) und der Gewerkschaft der Polizei (GdP).
Ehrenamtlich tätig ist Gerd Bollermann als Mitglied im Redaktionsbeirat der Zeitschrift Theorie und Praxis der sozialen Arbeit, Mitglied im wissenschaftlichen Forum des Bundesverbandes der Arbeiterwohlfahrt, Mitglied im Kuratorium der Technischen Universität Dortmund, Mitglied im Kuratorium der Fachhochschule Dortmund, als Vorstandsmitglied im Freundeskreis des Städt. Institutes für erzieherische Hilfen Dortmund und als Mitglied im Kuratorium der außerbetrieblichen Ausbildungsstätte der Handwerkskammer Dortmund.

## Privates
Gerd Bollermann ist verheiratet und hat zwei Kinder.
| Vorgänger     | Amt                                                                        | Nachfolger  |
| ------------- | -------------------------------------------------------------------------- | ----------- |
| Helmut Diegel | Regierungspräsident des Regierungsbezirks Arnsberg August 2010-August 2015 | Diana Ewert |